# Furchtappell

Furchtappell (Warnung) auf Zigarettenschachtel

Furchtappelle wollen Veränderung von Einstellungen oder Verhalten erreichen. Solche Appelle gehören zur Teilgruppe der emotionalen Appelle. Furchtappelle sind eine Form der Überredung. Sie werden unter anderem in der Werbung und Prävention angewandt.

## Definition
Unter Furchtappellen versteht man persuasive Botschaften, die dem Empfänger mitteilen, dass für ihn relevante Werte (wie Leben, Gesundheit, Eigentum etc.) bedroht sind. In einem Furchtappell enthaltene (verbale und/oder nonverbale) Botschaften können beim Empfänger Furcht auslösen und Einstellungs- oder Verhaltensänderungen bewirken. Diese Änderung kann durch Emotionen (z. B. Furcht) und/oder durch kognitive Einsicht (also rational) entstehen; sie kann temporär oder dauerhaft sein.
Carl I. Hovland, dem auch der Yale-Ansatz zur Einstellungsänderung zu verdanken ist, definierte Furchtappelle 1964 als Inhalt beeinflussender Kommunikation, der auf ungünstige Konsequenzen, welche sich aus der Nichtbefolgung der vom Kommunikator erteilten Ratschläge ergeben, anspielt oder sie beschreibt.

## Wirkung von Furchtappellen
Furchtappelle
- enthalten Botschaften über negative Konsequenzen von Verhalten (1.),
- empfehlen oder fordern Einstellungs- oder Verhaltensänderungen (2.),
- empfehlen oder fordern die Appellbotschaft umzusetzen, d. h. bestimmte Dinge zu tun oder zu unterlassen (3.),
- können beim Empfänger Furcht erzeugen und zeigen ihm zugleich Wege auf (siehe 2. und 3.), diese Furcht zu minimieren.

Die Wirkung der Appellbotschaft ist unter anderem abhängig von
- der konkreten Bedrohung oder Gefahr,
- der Art und Weise der Botschaft, Stärke des Furchtappells,
- der Auftretenswahrscheinlichkeit des Ereignisses,
- situativen Faktoren
- sowie vom Empfänger (Persönlichkeitseigenschaften, Realisierbarkeit einer effektiven Schutzmaßnahme).

## Theorien zur Wirkungsweise von Furchtappellen
Es gibt einige Modelle, die die Wirkungsweise von Furchtappellen erklären. Die Triebtheorien (z. B. Freud, Hovland, Janis, McGuire) umfassen eine Reihe von Theorien. Gemeinsame Auffassung der Theorien ist, der Mensch werde wesentlich von einer mehr oder weniger großen Anzahl endogener Triebe bzw. Grundbedürfnisse gesteuert.
Das von H. Leventhal entwickelte Modell der parallelen Reaktionen (1970) unterschied zwischen dem Prozess der Furchtkontrolle und der Gefahrenkontrolle. Von Bedeutung sind nach der Auffassung von Leventhal auch Persönlichkeitsmerkmale des Botschaftsempfängers und situative Merkmale.
R. W. Rogers ursprüngliche Theorie der Schutzmotivation (1975) enthielt drei Variablen zur Spezifizierung der Charakteristika von Furchtappellen. Zu den Variablen gehört die Stärke der konkreten Bedrohung oder Gefahr und die Auftretenswahrscheinlichkeit des Ereignisses sowie das Vorhandensein einer effektiven Schutzmaßnahme (Empfehlung zur Abwendung des Schadens). Die Verknüpfung der drei Variablen ist das zentrale Konstrukt der Theorie. 1983 ergänzte Rogers diese Theorie um eine vierte Variable: die Bewertung des Bewältigungsverhaltens.
Das Elaboration Likelihood Model von Richard Petty und John T. Cacioppo (1986) beschreibt die Wirkungen einer persuasiven Mitteilung auf den Empfänger hinsichtlich seiner Einstellung gegenüber dem Thema der Mitteilung.

## Furchtappellforschung
In den 1950er Jahren begann die Wirkungsforschung von Furchtappellen, die sich insbesondere mit Gefahren durch ungesundes Verhalten beschäftigte. Hovland, Janis & Kelley (1953) und Irving Janis und Seymour Feshbach (1953) beschäftigten sich mit den Folgen mangelnder Zahnpflege. Die größte Verhaltensänderung trat bei schwachen Furchtappellen auf. Die Empfehlungen zur geregelten Zahnpflege wurden am häufigsten beachtet, wenn die ausgelöste Angst am geringsten war.
Die Wirkung von Furchtappellen wird heute in der Psychologie und den Sozialwissenschaften erforscht und kritisch hinterfragt. In Metaanalysen wurden kurzfristige Effekte durch Furchtappelle nachgewiesen. Die Furchtappellforschung konnte eine dauerhafte bzw. lang anhaltende Wirkung von Furchtappellen noch nicht nachweisen. Es gibt deshalb auch keine verbindlichen Ratschläge für den Einsatz von Furchtappellen, weil viele Variablen wie Stärke des Furchtappells, Persönlichkeitseigenschaften (Betroffenheit, persönliche Relevanz des Themas, selbstverantwortliche Haltung usw.), Art und Weise der Botschaft und situative Faktoren (z. B. Ablenkung oder Gewöhnung bei zu häufiger Wiederholung) bestimmen, ob ein Furchtappell wirksam ist. Die Forschung hat festgestellt, dass Furchtappelle, die große Folgen (Aids usw.) aufzeigen oder auf eine neue, noch wenig bekannte Gefahr hinweisen, stärker wirken. Unglaubwürdige Botschaften bzw. sehr starke Furchtappelle führen beim Empfänger zu negativen Effekten (sog. Bumerangeffekt).
Neben den Forschungsergebnissen zeigen auch Alltagserfahrungen, dass reine Furchtappelle nur eine begrenzte Wirksamkeit entfalten. Sie erzeugen anfangs gegebenenfalls einen unangenehmen Spannungszustand, wenn der Person der Widerspruch zwischen ihrer Überzeugung und ihrem tatsächlichen Verhalten bewusst wird. Den Spannungszustand versucht die Person möglicherweise nicht durch eine Verhaltensänderung abzubauen, sondern durch eine Verleugnung der Bedrohung zu reduzieren.

### Beispiel Fahrerverhalten
Aufklärungs- und Werbekampagnen, die Autofahrer zu einem sicherheitsbewussten Fahrstil bewegen wollen, verwenden in den letzten Jahren zunehmend die „Schock-Strategie“. In teilweise sehr expliziten Bildern werden die Folgen z. B. des Alkoholkonsums oder des Rasens gezeigt, in der Hoffnung, dass dies die Zielgruppe (oft junge Männer) zu einer Verhaltensänderung motiviert. Eine Auswertung der Forschungen ergab, dass sich der erwünschte Effekt kaum einstellen dürfte. Gerade junge Männer werden von solchen Bildern nicht beeinflusst (eher noch Frauen). Insbesondere bleiben solche Kampagnen wirkungslos, wenn die Angesprochenen nicht zugleich über Möglichkeiten informiert werden, wie sie die dargestellte Gefahr vermeiden können (also erwünschtes Fahrerverhalten modelliert wird). Viele Fahrer meinen auch, die dargestellte Gefahr betreffe sie nicht, so dass nicht eine immer schockierendere Darstellung nötig ist, sondern ein Ansatz, der den Fahrern verdeutlicht, dass gerade für sie das Risiko hoch ist.